# Савай-Мадхопур (округ)
Савай-Мадхопур (англ. Sawai Madhopur) — округ в индийском штате Раджастхан. Расположен на востоке штата. Разделён на 4 подокруга. Административный центр округа — город Савай-Мадхопур. Согласно всеиндийской переписи 2001 года население округа составляло 1 116 031 человек. Уровень грамотности взрослого населения составлял 57,34 %, что немного ниже среднеиндийского уровня (59,5 %).